# テイルズ オブ アライズ
『テイルズ オブ アライズ』（Tales of Arise、略称：TOARISE / アライズ）は、バンダイナムコエンターテインメントより2021年9月9日に発売されたゲームソフト。『テイルズ オブ シリーズ』の1つ。公式ジャンル名は「心の黎明を告げるRPG」。対応プラットフォームはPlayStation 4、PlayStation 5、Xbox One、Xbox Series X/S、Microsoft Windows（Steam）。
他のシリーズ作品と舞台や設定を共有する（例としては『エクシリア』と『エクシリア2』や、『ゼスティリア』と『ベルセリア』のような関係）ことのない、完全な新規タイトル作品となる。
発表当初はシリーズ25周年となる2020年に発売予定であったが、延期期間を経て2021年9月9日へと改められた。
2023年11月9日には大型ダウンロードコンテンツ『Tales of ARISE - Beyond the Dawn エキスパンション』（テイルズ オブ アライズ ビヨンド ザ ドーン エキスパンション）が発売された。ゲーム本編クリア後から1年後を舞台とした追加シナリオが描かれる。

## ストーリー
300年前、自然あふれる豊かな大地に覆われた星「ダナ」は、「死者が住まう地」として崇めていた隣り合う星「レナ」から突然の侵攻を受ける。科学や魔法が発達したレナに対し、科学力はほとんどなく魔法も使えないダナは圧倒的な力の差で敗北し、ダナの人々はレナによる終わりなき隷属を強いられることになる。
ある日、痛みを感じないダナの青年・アルフェンは、同族から追われるレナの少女・シオンと出会う。触れると他人に痛みを与えるシオンと同行し、ダナを解放しようと活動しているレジスタンス達と共に行動することになる。

## システム

### 戦闘システム
従来のシリーズ作品と同様、アクション要素の高い戦闘システムとなっているが、本作では「リニアモーションバトルシステム（LMBS）」といった名称は使用されておらず、いくつかの要素を継承した新システムとなっている。
AG（アーツゲージ）
術技を使用する際に消費されるゲージ。過去作のCC（チェイン・キャパ）を引き継いだシステムだが、通常攻撃では消費されず徐々にゲージが回復していくようになった他、回復手段が格段に増えた。
CP（キュアポイント）
回復魔法やステータス上昇（バフ）系の魔法を使用する際に消費されるパーティ共通のポイント。規定量に足りないと回復魔法は使用不能になる。回復は宿や野営で休む他、オレンジグミなどのアイテムで回復できるが、本作では回復アイテムが高価格に設定されているため、任意での回復は難しい。非戦闘時はメニュー画面でCPを消費してパーティを回復できる他、マップ上の障害を取り除くマップアクション使用時にも消費される。
ブーストアタック
BG（ブーストゲージ）が最大まで貯まった状態で発動できるサポートアタック。敵を強制的にダウンさせてブレイク状態にしたり、特定の種族に対する特効や妨害効果を発揮できる。使用時には使用したキャラクターに関わらずAGが回復する。
ボスキャラクターとの戦闘ではボスの特定の行動に対しても発動でき、専用演出と共にボスを弱体化させる。
ブーストストライク
敵に表示される菱形のゲージを最大まで溜め、「STRIKE」の文字が表示されている間に入力すると発動する仲間同士の協力技。ザコ敵に対しては一撃必殺となり、ボスやギガントモンスターなどの強敵相手には大ダメージとなる。『TOV』のフェイタルストライクと『TOR』の秘奥義の複合といったシステムだが、これらとは違い敵を攻撃し続けるだけで発動できるため使用機会は大幅に増えている。
ボスキャラクターに対するトドメにも必須となる。
回避
過去作のステップに代わる回避システム。ステップはライン移動での回避だったが、今作では360度スティックを倒した方向へ回避することができる。タイミングよく回避するとジャスト回避となる。
カウンターレイド
ジャスト回避やジャストガードが発動した際、すぐに攻撃ボタンを押すことで発動する反撃技。一瞬で敵の懐に飛び込み、攻撃を繰り出すことができる。さらに、この攻撃中は一定時間の無敵状態になる。
オーバーリミッツ
秘奥義を使用するのに必要なシステム。今作ではOVLゲージは存在せず、ジャスト回避やダメージを受けた際に増加する内部カウンターが溜まると自動発動する『TOD2』に近いシステムになった。

### その他
スキルパネル
称号を獲得した際にオープンされるキャラクターの強化システム。ひとつのパネルに五つのスキルが用意されており、SP（スキルポイント）を消費して習得する。パネルのスキルを全て習得するとコンプリートボーナスでステータスが強化される。SPは戦闘に勝利した際やサブクエスト達成時に得られる。
野営
フィールド上にあるキャンプ跡で宿屋と同じように休憩することができるようになった。野営時には宿屋で休んだ時と同様にHPとCPを回復し、料理を作れる他、スキットを見返したり休む前に会話して絆を深めることができる。
ファストトラベル
特定の地点に設定されているポイントまで瞬時に移動できるシステム。一度行った場所なら自由に移動できるようになるが、一部のイベント中など禁止される場合もある。
セーブ
今作ではセーブポイントが廃止され、メニュー画面からいつでもセーブすることが可能になった。

## 開発

### 企画
企画は富澤が『テイルズ オブ』シリーズで初のプロデューサーを務めた2019年発売のHDリマスター版『テイルズ オブ ヴェスペリア REMASTER』より以前から進められていた。
本作は「継承と進化」の両立を意識したゲーム作りを目指して企画された。これは、今後もブランドを継続していくにあたり、ユーザーも成長し、年代も変わっていくため、若い新規ユーザー層にも新たな『テイルズ オブ』シリーズに目を向けてもらう大きな窓口を作る必要があった。そのため、これまでの既定路線からあえて外すグラフィックやデザイン、アクションを設計している。しかし、『テイルズ オブ』シリーズの持つ根本的な魅力、継承されるべきポイントは踏まえたうえで開発が行われている。

### タイトル
タイトルは開発初期から使用されていた開発コードネーム『アライズ』より取られている。『テイルズ オブ』シリーズをこれからも継続していくために、開発に取り組む中で生まれた言葉であり、その後、数百もの案を世界中の開発・宣伝メンバーと検討した結果、新生していくという意志を伝えられるタイトルとして決定された。『アライズ』は作品のテーマにも紐づいており、抑圧された環境を覆すべく立ち上がる主人公たちの心情に『ARISE』の文字が重ねられている。
また、『テイルズ オブ』シリーズでは、暗黙のルールとして略称に英単語の頭文字を取ってくるのが通例であった。しかし、このルールでは『テイルズ オブ アライズ』の略称は『TOA』となり、マザーシップタイトル『テイルズ オブ ジ アビス』と被り区別がつけづらくなってしまう。だが、今後、タイトルを重ねていくたびに、アルファベットの残りを数えて潰していく作り方を避けるために『アライズ（ARISE）』というタイトルが選択された。また、他作品と区別を付けるために略称は『TOARISE』となった。

### グラフィック・デザイン
メインキャラクターデザインはバンダイナムコスタジオに所属する岩本が担当。加えて、アートディレクションも同時に担当している。そのため、キャラクターとフィールドを馴染ませるための調整も含めて、全体のビジュアルを管理している。メインキャラクターデザインとアートディレクションを同一人物が担当するのはマザーシップタイトルでは初となる。この試みは、世界観全体の統一性を取るために行われた。また、岩本は開発のバンダイナムコスタジオ所属のクリエイターであるため、常にゲームの中身を監修してアップデートができるという内部制作のメリットを生かせる点からも起用された。
本作ではこれまでの『テイルズ オブ』シリーズで使用されていた専用エンジンではなく、空気感や光の表現などフォトリアルな表現が特徴の「Unreal Engine4（アンリアルエンジン4）」をベースに採用している。しかし、フォトリアルなグラフィックを目指しているのではなく、キャラクター表現に特化したシェーダーを独自で開発し、Unreal Engine4を使用しながらも『テイルズ オブ』らしいキャラクター表現を目指している。
キャラクターモデルも従来のシリーズと比べて頭身が高くなっている。これは、これまでのシリーズ以上に没入感の高い体験を提供するため。水彩調で描かれるフィールドとキャラクターを馴染ませ、さらに、キャラクターの頭身を上げることで人間らしさをより強調している。また、モーションに関しても従来のゲームキャラクターらしい動きではなく、リアリティのあるモーションを取り入れている。そのため、キャラクターモデルだけでなく演技やアクションなども含めて、「キャラクターがこの世界で生きている」という感覚を提供できるような演出を取り入れている。
キャラクターモデルの表情の変化やカメラワークなどのモーション・演技に関しては、3DCGによるテレビアニメや劇場アニメと同レベルのものを目指している。そのため、3Dのキャラクターモデルによる演技力や表現力は上がっているが、シリーズで採用されてきた従来のゲーム内2Dアニメーション（作画）は今回も採用しており、アニメーションスタジオufotableが制作する映像と併用しながら、双方でドラマがより盛り上がるよう設計している。
デザインについては、海外市場も意識したテイストを入れることを意識した側面もあるが、『テイルズ オブ』シリーズらしいキャラクター性に基づいたデザインという点も考慮に入れながら、新しいキャラクターデザインの要素を取り入れている。敵のデザインに関しては脅威感を強めており、倒し甲斐のある敵を倒すことで、より達成感を味わえるデザインとしている。また、敵デザインは基本的に世界観のトーンに沿ったデザインとなっているが、従来のシリーズと同じく可愛らしいデザインの敵も登場する。

### マップ・モーション
本作はオープンワールド形式ではなく、マップを踏破しながら、時折ダンジョンを踏破していく伝統的なRPGの作りを踏襲している。
バトルモーションでは、新規ユーザーにも爽快感のあるバトルを体感してもらうことをテーマに、より直観的でスピード感のあるアクションを目指している。また、バトルではシリーズ従来のエンカウント形式を採用している。

### プロモーション
本作は、海外市場も意識して開発・プロモーションが行われている。これまでのシリーズでは宣伝の際に、日本の媒体で発表した後に海外にて1か月後遅れで発表することが多かった。しかし、富澤がプロデューサーを務めた『テイルズ オブ ヴェスペリア REMASTER』にて海外から大きな反響があったため、本作のプロモーション展開でも、海外向けの情報は海外で先行したり、日本向けの情報は日本先行で公開したりするなど、世界中でバランスをとりながら発表していく体制がとられている。

### ダウンロードコンテンツ
発売当初はダウンロードコンテンツ（DLC）を制作する予定はなく、本編のみで読後感の良いストーリーとなることを目標としていた。しかし、前日譚や後日談などを描ける余地は残されており、スタッフも漫画や小説などの別媒体で展開できればと考えていた。本編発売後にファンから多くの期待を寄せられたことで、ゲームとして後日談を制作することとなった。当初は短いボリュームとなる予定だったため、別タイトルではなくDLCとして制作が開始されたが、結果として当初の予定よりも大ボリュームな作品となった。プレイ時間は約20時間を想定している。
戦闘時の掛け合いやスキットなどは新規のものが多数収録されている。また、BGMも30曲以上が新規に制作されている。

## 開発者
プロデューサーは、2019年発売のHDリマスター版『テイルズ オブ ヴェスペリア REMASTER』より『テイルズ オブ』シリーズIP総合プロデューサーを務め、同スタジオが手掛ける『GOD EATER』シリーズのIP総合プロデューサーでもある富澤祐介。
メインキャラクターデザインはバンダイナムコスタジオに所属する岩本稔が担当。さらに、アートディレクションも同時に努めている。岩本にとってメインキャラクター全員のデザインを担当することは初となり、同時にメインキャラクターデザインとアートディレクションを同一人物が担当するのもマザーシップタイトルでは初となる。
アニメーション制作はこれまでの『テイルズ オブ』シリーズや富澤がプロデューサーを務めた作品でもアニメーション制作を務めてきたアニメーションスタジオufotableが担当している。
開発はバンダイナムコスタジオが担当。スタッフ陣には『テイルズ オブ ファンタジア』から参加しているメンバーもいるほか、前作のマザーシップタイトル『テイルズ オブ ベルセリア』からのメンバーも多く参加している。
- プロデューサー - 富澤祐介
- キャラクターデザイン＆アートディレクター - 岩本稔（BNSI）
- アニメーション制作 - ufotable 
- 開発元 - バンダイナムコスタジオ 
- 発売元 - バンダイナムコエンターテインメント 

## 音楽
本作では、主題歌担当のアーティスト以外にもタイアップがなされている。
HIBANA
感覚ピエロによる主題歌。
Blue Moon
絢香によるグランドテーマ。
Hello, Again ～昔からある場所～
絢香による劇中歌。
We Still
感覚ピエロによる「Beyond the Dawn」の主題歌。

## 評価

### 批評
Metacriticによれば、本作は批評家から「おおむね好評」の評価を得た。

### 売上
『テイルズ オブ アライズ』は発売から一週間後の9月16日に売り上げが100万本に達し、シリーズ最速の売り上げ記録を作った。半年後の2022年4月28日には全世界で200万本を売り上げ、2024年2月21日には300万本に達した。

### 受賞
2021年12月9日に発表された『The Game Awards 2021』にてBest Role Playingを受賞。

## 舞台設定

### ダナ
双世界の内、今作の主な舞台となる惑星。自然豊かな世界で、レナによって〈カラグリア〉〈シスロディア〉〈メナンシア〉〈ミハグサール〉〈ガナスハロス〉の五つの領国に区分され、各領に領将が配置、支配を行っている。物資輸送など一部の例外を除いて、他領との往来や交流は基本的に無い。各領で得られる星霊力の属性が異常に偏っているのは、300年前の大侵攻以来、レナ人が大規模な機械でダナに影響を及ぼした為。
オルブス・カラグリア
「劫火と灰渦巻く国」を意味する、火の星霊力が豊富なダナ五領の一つ。領将ビエゾが支配している。岩と熱砂が広がる荒涼の地で、農耕には適さない痩せた土地で、地表面に露出した燃料が辺り一帯で燃焼している。鉱石や燃料が豊富に採掘でき、ダナ人が採掘したそれらを貨物列車で運搬している。酷暑と重労働に苦しめられ、力尽きるダナ人は後を絶たない。世界合一後は酷暑が和らぎ、露出した燃料の炎が消えた事もあって、人々の生活や作物の生育に好影響を及ぼしている。復興が進んで住民の生活水準も向上、露店も見られるようになり、美食家グルデノが考案したグラニードーナツが名産品として認知され、他国でも販売が進んでいる。ただし住民の多くは奴隷時代の自発性を欠いた習慣が抜け切っておらず、復興事業や諸問題の解決をアルフェンや〈紅の鴉〉に依存しがちで、物資も人手も慢性的な不足状態にある。現地のレナ人は、ペレギオンへの移住の目途が立つまでモスガルに収容されるか、ファガン遺跡を占拠して暮らしている。
シスロディア
「輝き宿る国」を意味する、光の星霊力が豊富なダナ五領の一つ。領将ガナベルトが支配している。雪と針葉樹が広がる寒冷の山地。首府シスロデンで光の星霊力を集めている影響で、全土で光が欠如、空には常闇が広がっている。ガナベルトの方針で密告を奨励した社会が形成されており、ダナ人同士で疑心暗鬼に陥り、閉塞感に満ちている。ガナベルト撃破に伴って集霊器が停止、全土に太陽の光が戻って気候も改善した。世界合一後は更に寒さが和らいだものの、寒冷な気候に変わりは無い。レナ人は完全に放逐されてダナ人のみの社会が営まれているが、旧体制時代の密告が尾を引いて、住民同士の不信感や軋轢は未だ消えていない。元密告者への報復や私刑は〈銀の剣〉が厳しく取り締まっているものの、金を払ってでも報復を考える者、その金目当てに引き受ける者によって密告者狩りが後を絶たず、社会問題になっている。首府シスロデンの中央広場からは処刑台が撤去されて露店が立ち並び、復興が進む事で賑わいが増す。
エリデ・メナンシア
「緑に覆われし豊穣の国」を意味する、地の星霊力が豊富なダナ五領の一つ。領将テュオハリムが支配している。穏やかな気候と豊かな自然に恵まれて農耕と畜産が盛んで、その生産力の高さ故に五領の中で輩出した〈王〉の数は最多。かつては他領と同じく厳しい支配が敷かれていたが、テュオハリム着任後は方針が変わってダナ・レナの共存社会が営まれ、和やかな雰囲気に満ちている。しかしその裏で不満を抱くレナ人も存在し、さる陰謀が進行しつつある。世界合一後も特段の変化は無く、引き続きダナ・レナの共存社会が営まれている。領将の地位を放棄したテュオハリムに代わって首府ヴィスキントの議会が統治を行い、近衛兵団や〈金砂の猫〉を統合して新たに結成された「護民隊」が治安維持を担当している。気候変動で以前よりも収穫量が低下したものの、依然として他国に比べて格段に豊かで、それ故に移住希望者も多いが、豊かさだけを目当てにした反共存派も少なくなく、移住の際は民生局による審査がある。
ミハグサール
「四方の風集う谷」を意味する、風の星霊力が豊富なダナ五領の一つ。領将アウメドラが支配していたが、デダイム率いる抵抗組織〈漆黒の翼〉による革命が成功、アルフェン一行が到着した時には既に解放されていた。絶えず吹き荒れる風と過酷な支配により、荒涼とした丘陵地帯が広がっている。首府ニズの外には〈漆黒の翼〉によって爆破された家屋や、ダナの星霊力を捻じ曲げる為に、レナが300年前に持ち込んだ大型機械の名残が見られる。世界合一の影響で風が弱まった事で音や砂が減り、以前よりも過ごしやすい環境になっている。アクフォトル丘陵では破壊された住居の再建、地下港と首府ニズを結ぶ輸送路の整備が行われるなど、着実に復興が進んでいる。ニズでは一年前のアウメドラの凶行で人口が半減、住居が余った事で、バエフォンら〈漆黒の翼〉の人道的配慮でレネギス難民の一部を武装解除を条件に受け入れた。しかし種族間の対立は根強く、ダナ側には領将の娘ナザミルを迫害する者や、レナ人排斥を目論んで街中にズーグルを呼び寄せる者が現れ、レナ側にもダナ人を警戒して協定に背いて武装を隠し持つ者も居り、緊張した状況が続いている。
ガナスハロス
「水沫の城塞」を意味する、水の星霊力が豊富なダナ五領の一つ。領将ヴォルラーンが支配している。豊かな水源により樹木が生い茂り、海や瀑布、鍾乳洞、湿原といった地形が見られる。ヴォルラーン着任後から体制が一変、他領との交流や往来が完全遮断された。首府ペレギオンとデル＝ウァリス城の威容は他領を大きく上回るが、同地ではヴォルラーンのみを絶対的上位者としており、それ以外の者はダナ・レナの区別無く、暴力と恐怖に基盤を置いた過剰な精神的抑圧を受け続けていた。その結果、人々は自発的思考を喪失、自己の安全にさえ無頓着となってヴォルラーンの命令に盲従するという、過去に類を見ない異常な支配体制が生まれた。世界合一後は、レナ人代表を務めるテュオハリムの監督下で、領戦王争の生き残りやレネギス難民など、残存レナ人の大半が首府ペレギオンに集められた。ダナ人とは階層を分けて居住しているが、多くは現状に不満を抱いており、ニズと同じく種族間の緊張と対立が続いている。在来ダナ人の多くは未だヴォルラーン支配時代の精神状態から脱却し切れず、他国の自治組織から派遣された者達が引き続き支援している。共存を嫌い、ペレギオンを離れてティスビムに移住するダナ人も多い。

#### ダナ人
ダナの先住民。300年前にレナが侵攻して以来、その支配下に置かれて隷属を余儀無くされている。レナの占領政策の一環として、全てのダナ人は姓を持たない。ダナ人とレナ人に外見上の差は無いが、レナ人が先天的に星霊術を使えるのに対し、ダナ人は魔法使いの一族を除いて、星霊術が使えないという特徴がある。ほぼ全てのダナ人は奴隷身分であり、手の甲に星霊力吸収機能を持つ霊石を埋め込まれている事から、レナ人からは〈石付き〉の蔑称で呼ばれる事もある。300年続く支配により、多くのダナ人奴隷は自由の概念や反抗の意志さえ忘れ、唯々諾々と労苦に苛まれている。中には自由を求めて抵抗組織に加わり、手の霊石を抉り出してレナと戦う者も少数ながらいるが、レナとの歴然たる力の差故に、結成と崩壊の歴史を繰り返している。ダナ全土解放後は、全ての抵抗組織がそのまま自治組織へ移行、復興やレナ人との折衝など諸問題の解決に取り組んでいる。
魔法使い
星霊術を扱えるダナ人の呼称。レナの大侵攻より前、星霊術を扱える為に迫害された人々。現在ではその言葉すら忘れ去られている。本編開始の数年前、アウメドラによってシスロディアに隠れ潜んでいた一族が抹殺され、現在ではその生き残りであるリンウェルのみがこれに該当する。
ダナに魔法使いの数が極端に少なかったのは、大昔にレナからダナに降りたヘルガイムキルが、彼らを拉致していった為。リンウェルの一族はからくもその難を逃れた稀有な例で、この出来事がきっかけで魔法使い一族は潜伏するようになった模様。

#### ダナフクロウ
ダナの各地に住んでいるフクロウの総称で、住んでいる地域の気候などによって色が変わる。ゲーム内では、各地にいるフクロウを見つけるやり込み要素として存在しており、発見したフクロウはフクロウの杜に集結する。

### レナ
ダナと隣り合うように存在する、双世界のもう一方の惑星。レナ人達の本国で、レネギス以上に高度な技術を持つ文明社会と言われるが、その実態は謎に包まれており、ダナにもレネギスにも実際の様子を知る者や、往来の経験を持つ者は皆無。レナへの渡航が許されるのは、領戦王争に勝利して〈王〉に選ばれた者のみ。
その実態は、惑星全体の星霊力が完全枯渇して全土が〈虚水〉の海に覆われた死の世界。ダナとレネギスの位置からは球形に見えていたが、実際の形状は、歪に割れた卵の殻、或いは芯だけが残った林檎に似ている。転移装置や上下反転技術など優れた技術の遺産や建造物が残っているが、棲息しているのはヘルガイムキルとズーグルのみ。

### レネギス
レナとダナの中間に位置する人工天体。機械の大都市が築かれており、レナ人達の居住地にして領戦王争に於ける基幹拠点。星霊術の強さを重視した実力主義の序列社会が営まれており、下層身分の者が許可無く上層身分の区画に出入りする事は好ましい事ではない。その規模に反して人口は多いとは言えず、ズーグルと機械で社会機能の大部分を賄っている。基部整備用通路の先に、〈王〉のみが進入を許される「禁領」と呼ばれる機密区画があり、各種実験を行う研究棟区画の他、〈招霊の儀〉を行う祭壇の間、部屋全体が〈巫女〉と同じく〈王〉の力の安定化を行う最高機密区画が設けられている。なお、領将を含めた三等権限以下の者が禁領に立ち入った場合、即時処刑される。
その真の姿と機能は、超巨大な星霊力変換器。属性組成の異なるダナの星霊力をレナ用に変換、中継してレナへ送り出す目的でヘルガイムキルが建造した。星霊力を通す大導管を軸に、機密区画である禁領と、整備要員（レナ人）居住区画、それを取り巻く防御外殻で構成されており、起動すると外殻部が展開して大導管が開放されるが、その場合は居住区の地形も変化する為、都市や住民に甚大な被害が及んでしまう。〈招霊計画〉決行による起動と、その後の世界合一の影響で機能を完全喪失、崩壊を迎えるに至った。その残骸は合一後の新世界の遥か上空を漂っている。崩壊に伴って星舟は全て機能停止、ズーグルも全てが制御を失ってはぐれ化した。
レナ人
レナに属する人類。その人口はダナ人より遥かに少ない。300年前にダナへ侵攻して以来、ダナ人を支配し続けている。全てのレナ人は星霊術を使え、発動の際に瞳が輝く様子から、ダナ人からは恐怖と怒りを込めて〈光り眼〉と呼ばれる事もある。使える星霊術の程度は個人によって異なり、領将やその候補など、強力な星霊術使いを多く輩出する家系は名門とされ、逆にフィアリエのように弱い星霊術しか使えない為に下級階層扱いされ、ダナ行きが認められない者もいるが、種族全体としてダナへの優越感は強い。
一般のレナ人は老若男女問わず「チュニカ・レネ」というオーソドックスな白服を着用している。戦闘員は身体能力を高めるパワードアーマーを装着している事から「装甲兵」と呼ばれ、剣、槍、盾、銃などで武装、星霊術でも攻撃してくるため、その戦闘力は一般ダナ人戦士を凌駕する。他にも、監察局執行隊〈蛇の目〉のように比較的軽装なレナ兵や、真紅の甲冑を纏った兵長、青紫の装甲を着用したヴォルラーン親衛隊などが存在するが、いずれの武装もダナ人でも同様の効果を得られる。
ダナ侵攻が始まる遥か以前、星霊術を使えるダナ人（魔法使い）を拉致、ヘルガイムキル達が作り替えてレネギスに住まわせたのが彼らのルーツで、その実態は「レナ人」ではなく「レネギス人」が適切。
ズーグル
本作における魔物の総称。鳥獣や虫、植物など既存の生物をレナ人が改良して霊石を埋め込む事で制御、使役している生物兵器。中には人間を素体に用いたと思しき個体も確認されている。ダナ侵攻に伴って多くのズーグルがダナに持ち込まれ、現在ではレナの管理下から外れて繁殖、野生化した「はぐれ」がダナ全土に棲息、生態系に食い込んでおり、レナにとっても脅威となっている（作中に登場するズーグルの大半がはぐれ個体）。世界合一に伴うレネギス崩壊により、全ズーグルがレナ人の制御を離れてはぐれ化、性質も凶暴化した。

## 用語

### 星霊力
作中世界のあらゆる生命及び物質に宿る、万物を構成するエネルギー。地水火風光闇の六属性が有り、その内ダナには闇の星霊力が無く、レナには光の星霊力が無い。これを用いて様々な効果を発動する能力を「星霊術」と呼ぶ。個人によって扱える星霊術の規模や、その属性の適性は異なる。領戦王争では、この星霊力を五名の領将が各自の担当領国で集め、その量を競う事となる。
大量の星霊力が一ヶ所に集中する事で、単なるエネルギーではなく、それ自体が意志や実体を持つようになる。ビエゾ戦で集霊器から出現した炎の化身や、〈天の楔〉やレネギス禁領で聞こえた「声」がこれに該当する。世界規模に達した星霊力意志体を「星霊」と呼び、特殊な声で他者へ呼びかけ、従わせるようになる。ダナの場合は世界全体に星霊力が薄く拡散した為に意志が生じる事は無かったが、逆にレナでは星霊力が一極集中した為、星霊が誕生する事となった。主霊石や各種集霊器には、貯蔵した星霊力の組織化を防ぐ機能が備わっている為、正常に作動している内は意志は発生しない。
〈虚水〉
物質や生命が完全に星霊力を失った後に残る、液体状の痕跡。さながら水銀を想わせる、周囲を映す鏡の如き銀色だけが残る事からそう名付けられた。一度〈虚水〉化したものは元には戻らない。人間が〈虚水〉化して死亡した場合、肉体のみならず衣服や携行品なども共に〈虚水〉化する。〈虚水〉化する程の星霊力喪失の原因として、ヘルガイの果実の大量摂取、または集霊器などによる星霊力の過剰吸収が挙げられ、ラズゥム採石場最深部やサスクリオ聖堂前、レナ地表には大量の〈虚水〉が湖か海の如く満ちている。

### 領戦王争（スルドブリガ）
300年前からおよそ十年周期で開催される、レナの最高統治者たる〈王〉を決定する、双世界を股に掛けた壮大な儀式。五名の〈領将（スルド）〉がダナの五領を分割支配して星霊力を収穫、期間内に最も多く集めた領将が最終勝者となり〈王〉の地位を獲得する。徹底した階級社会を生きるレナ人達にとって、〈王〉候補である領将に選ばれる事は極めて名誉な事で、当人やその身内の地位向上にも繋がる為、その座を得ようと禁じ手を使う者や、試験の過程で命を落とす者も中にはいる。〈王〉になる事はそれをも上回る、レナ社会に於ける究極の栄誉にして至上命題でもある為、領将とその支持者達は星霊力の収穫に総力を挙げて取り組み、それがダナ人達への過酷な支配を招く事となった。本編開始時点で現在の領戦王争は七年目を迎え、星霊力収穫はかつて無い速度で進行している。
領将（スルド）
地水火風光いずれかの属性の主霊石を貸与された、ダナを支配する高位のレナ人であり、次期〈王〉候補。レナ人の中から適性を持つ者を候補として選考、試験を経て最終的に最良と判定された五名が受任、レネギスに於ける三等権限、各属性主霊石の制御権、属性識別紋、担当属性領の執政権が与えられる。作中ではビエゾ、ガナベルト、テュオハリム、アウメドラ、ヴォルラーンが現役を務め、元領将としてハンフリクト、ウルワギルが名前のみ登場している。星霊術と心身の適性のみが選考基準となり、家格・性別・年齢・人格・前歴などその他の要素は一切問われない。選抜と受任は義務故に候補者に拒否権は無く、任期中に死亡などの理由で欠員が出た場合は後任が補充される。領戦王争終結後は〈王〉以外の領将はレネギスに帰還するが、受任時に与えられた主霊石や各権限は全て返納される。
受任するのは試験を勝ち抜いた、レナ社会に於ける最強格の星霊術使いばかりである為、その戦闘力はレナ装甲兵の比ではなく、非常時には主霊石に貯蔵していた星霊力の解放が許可されており、これにより大幅なパワーアップが可能。
〈王〉（統治者）
ダナとレナ、双世界の権力機構の頂点に君臨する者の称号。領戦王争の勝者のみがその座に就く。〈王〉となった領将はレナ本国へ渡り、前任の〈王〉から位を譲られ、同地にてレナとレネギスの両方を統治する。前任の〈王〉はレネギスに戻らず、そのままレナで余生を過ごす。現在の〈王〉、すなわち前回の領戦王争の勝者は元シスロディアの領将ハンフリクト。
実際には、レナにもレネギスにも人々が認識していたような統治者は存在せず、〈王〉の地位も栄華も、レナ人達に積極的に星霊力を集めさせる為の疑似餌に過ぎず、レネギスの人々に〈王〉として布告を行っていたのはヘルガイムキルだった。領戦王争に勝利して誕生したハンフリクトら歴代〈王〉の、レナへ渡ったその後は明確にされていない。しかしレナに棲息していた巨大ズーグルに複数の人体を想わせる形状が見られた事、その遭遇地点に大量のレナ人遺体が保管されていた事から、歴代の〈王〉は全員ヘルガイムキルによって殺害、ズーグルの素体にされたのではとテュオハリムは推測した。
主霊石（マスターコア）
地水火風光闇の六属性ごとに用意される、星霊力を収める器。球状殻の中に星霊力安定的凝縮の為の力場結晶が存在しており、力場内にて星霊力を不活性状態で貯蔵する。領戦王争に於いて、地水火風光の五属性の主霊石が各属性に対応する領将に貸与され、任期中に主霊石に貯めた星霊力の量を競う。また、活性中の主霊石は近くの主霊石と共鳴を起こす場合があり、この仕様によりメネックが領将ガナベルトの偽装である事が明らかになった。
闇の主霊石のみが、領戦王争に用いられる事無く禁領にて保管され、その存在自体が完全に秘匿されていた。他にも、赤い女（ヘルガイムキル）に操られたフィアリエがズーグル召喚に使用した、よく似た外見を持つ品も存在する。
霊石（コア）
星霊力収集網の末端端子。生体に埋め込む事で全身に星霊力伝導路を張り巡らせ、肉体活動により滲出する星霊力を集め、放出する機能を持つ。肉体的負荷が大きいほど、星霊力の滲出量は増加する傾向にあり、対象が集霊器の効果範囲内にいれば、放出された星霊力は集霊器に送られる。数こそ多いが現在は製造が困難である為、対象の死後は回収が推奨されている。ダナ人の手の甲に埋め込む事で労働に従事させ、星霊力を得るのが領戦王争に於ける主な運用法だが、ズーグルに埋め込む事で星霊術による制御も可能。
集霊器
ダナ五領のそれぞれの中枢に設置される大型装置。ダナ人達の手の甲に埋め込まれた霊石から放出された星霊力を吸引、貯蓄し、各領将が所有する主霊石に転送する機能を持つ。また、各領ごとに対応する属性を多く含む物質から星霊力を直接吸い上げる機能も備わっており、カラグリアでは火を熾し、シスロディアでは投光器で光を集め、メナンシアでは石を砕き、ミハグサールでは風車で風を送り、ガナスハロスでは水を流す事で星霊力を抽出していた。

### 〈招霊計画〉
星霊力が完全枯渇したレナへ、ダナから集めた星霊力をレネギス経由で送る一大計画。具体的な方法は、レネギスから〈天の楔〉を射出してダナ洋上に打ち込み、惑星全体に星霊力伝導路を形成、星霊力を根こそぎ接収するというもので、〈王〉と〈巫女〉とレナス＝アルマによって、その一連の制御〈招霊の儀〉が行われる。300年前に〈王〉アルフェンと〈巫女〉ネウィリを用いて第一次計画が実施されたが、儀式途中でネウィリが機能喪失してしまった為、補助を失ったアルフェンの力が暴走、レナ人とヘルガイムキルの大量死、レネギスが半壊する程の被害をもたらした。この時にレナス＝アルマも消失、加えて再起不能になったアルフェンがネウィリによってダナへ戻された事で計画は頓挫した。その為、新たな〈王〉を造り出す実験と並行して、レナス＝アルマ再生成に不足していた闇以外の五属性星霊力の確保手段として、ダナへの大侵攻や領戦王争が行われた。第二次計画は本編中、赤い女（ヘルガイムキル）によってレナス＝アルマが再生成された一ヶ月後に開始。前回のネウィリの失敗を踏まえて〈王〉の補助機構を持つ禁領最深部の装置で〈巫女〉を代用、第二の〈王〉ヴォルラーンとレナス＝アルマを用いて〈招霊の儀〉が実施、レネギスが起動した。
〈王〉（調整体）
〈招霊の儀〉の要となる、レネギス統御機構の生体中枢。調整体第1273号アルフェンと第10105号ヴォルラーンがこれに該当する。レネギスに於ける二等権限と識別紋を与えられている。高い星霊力干渉能力を持ち、レナとは属性組成が異なるダナの星霊力をレナ用に変換する為に生み出されたが、能力的に非常に不安定である事から重大な事故を招く事が予想される為、運用には補助機構による安定化措置が前提となる。ダナ人に特殊調整を施す事で生み出されるが、成功率は極めて低く、アルフェンとヴォルラーン以外の被験体は実験途中で死亡、または安定性の低さ故に廃棄処分された。
DLC『Beyond the Dawn』にて、三人目の〈王〉ナザミルの存在が判明。先にヴォルラーンが完成した事で調整途中で放棄されたため、正式な〈王〉ではなく紋章も不完全ではあるものの、有する能力や権限は完成体の二人と遜色無い。
〈巫女〉
〈王〉と同じく〈招霊の儀〉の要となる、レネギス統御機構の生体中枢。ネウィリと、彼女の末裔であるシオンがこれに該当する。レネギスに於ける二等権限と識別紋を与えられている。素体にレナ人を用いる事で、ダナ人素体を用いて生み出される〈王〉に欠ける闇属性をレナス＝アルマと共に補完、星霊力変換機能の一端を担うと同時に、〈王〉の力の補助と安定化を行うが、その度合いには〈王〉と〈巫女〉、両者の親疎が影響を及ぼす。第一次〈招霊計画〉失敗の原因がネウィリによる儀式放棄だった為、第二次計画では再発防止策として、調整体ではなく〈巫女〉の機能を備えた装置が〈王〉ヴォルラーンを補助した。
レナス＝アルマ（レナの太陽）
地水火風光の五属性の主霊石から生成され、領戦王争の勝者たる次代の〈王〉に与えられる究極の霊石と伝わる。しかし、実際には先述の五属性に闇属性を加えた全六属性の主霊石、及び莫大な星霊力が生成に必要。また唯一無二の物質である為、代々の〈王〉に与えられるという話も虚構。主霊石や集霊器と同じく、内部の星霊力は極めて安定した状態となる。〈招霊の儀〉の要に用いられ、物語終盤のキーアイテムとなる。
〈天の楔〉
レネギスから発射され、ダナ大海の中心に打ち込まれた超大型集霊器。レネギスの大導管から分離した先端部で、正式名称は「大導集霊中枢体」。機械とも植物とも異なる独特の外観・質感をしており、内部に人員は無く、代わりに防衛用のズーグルが配置されている。ダナ洋上に打ち込まれた後、星霊力伝導路をダナの惑星芯央に垂直接続しつつ、同時にダナ全域を水平に覆う。同時に射出されてダナ各地に配置された四体の生体集霊器〈イフリート・マルム〉〈ルオ・ウンディーネ〉〈ノーム・グランデ〉〈プロセラ・シルフ〉と連動する事で、ダナの星霊力の大規模収集を行い、レネギス経由でレナへ送る。作中に登場したのは第二号機で、300年前に同じ地点に第一号機が打ち込まれたが、アルフェンの暴走により爆発、消滅した。二号機の目標地点を一号機と同一にしたのは、一号機消滅によりダナの地形が変化、ダナ芯央への接続が容易になった為。

### その他
ヘルガイの果実
摂取した者を異常な興奮状態に陥らせる事で、通常よりも多くの星霊力を放出させる赤紫色の果実。効果があるのはダナの生物のみで、少量の摂取では軽い体調不良を引き起こす程度で実害は無いが、継続して大量に摂取してしまうと、星霊力を完全喪失して〈虚水〉化してしまう。メナンシアとミハグサールでは星霊力を大量に集める目的で、密かに食料に混ぜられており、ミキゥダやデダイムなど多くのダナ人の死を招いた。
星舟
レナ人が製造した、レネギスとダナの往来に使われる宇宙船。普段はレネギスに常駐しており、領戦王争の開始と終了時にのみ使用される。領戦王争以外での使用には〈王〉の許可が必要。転移機能が搭載されており、ヘルガイムキルであれば機能制限の解除が可能。かつて〈招霊の儀〉に失敗して瀕死状態になったアルフェンを、ネウィリが星舟に搭載されていた治療槽で長期治療措置を施してダナへ送り出し、その後300年もの間稼働し続けていた。その星舟はカラグリアのベルク火山奥地で再発見、リンウェルによってダナの古い言葉でフクロウ、または空への誘いを意味する「ファルナイツ号」と名付けられた。世界合一に伴ってレネギス崩壊が始まった際、レナ人達が脱出に使用した後、レネギスが完全に崩壊した事で全機体が機能停止した。
鎮静の仮面
アルフェンが装着している、フルフェイスの黒い仮面。材質は不明だが質感は金属に近く、現領将最強の膂力を持つビエゾの一撃を受けても半壊で留まるほど強固。着用者の精神の働きを抑制する効果があり、本来は囚人の鎮静化を目的とした物だが、医療面での応用も可能。脳に直接作用する為、精神や感覚系への障害を誘発する危険がある事から長期使用は推奨されていない。かつて〈王〉の力を暴走させ、精神的外傷を負ったアルフェンにネウィリが装着させた。アルフェン暴走によるレネギス半壊時に製造設備が失われた為、現在では使用されておらず、その由来や正体をレナ人達も知らなかった。

### 新世界
ダナ・レナの双世界融合〈世界合一〉で誕生した、DLC『Beyond the Dawn』の舞台となる世界。地水火風光闇の全六属性の星霊力を有する、本来あるべき世界の形。全体的な地形はダナ世界のものが基本となっている為、人々からはダナがレナを吸収した世界と誤認されている。双世界の間にあったレネギスは崩壊して残骸が上空を漂い、一株二色の花〈合一の薔薇（バベンサ・ロアメンデク）〉が各地で咲く、合一の際に零れた星霊力が煌めくなど、旧ダナ世界とはまた異なる景観が見られる。他にも、レナ世界に満ちていた膨大な〈虚水〉の流入、地形や気候の変動、「外廟」のようなレナ世界の建造物の出現などで、進入できなくなった場所や変化が生じた土地も数多い。ズーグルも全てがレナ人の制御を離れてはぐれ個体と化し、性質も総じて凶暴になっている。社会面でも、長きに亘る支配から解放されたダナ人達が復興で慌ただしく、加えてレネギスから脱出したレナ人達が各地へ避難してきた為、合一から一年が経過した現在も、様々な問題や対立が続いており安定には程遠い。

#### 外廟
世界合一により、新世界各地の地下に稼働状態で出現した旧レナ世界の建造物。ヘルガイムキルの冬眠施設を兼ねており、枢室にて彼らが眠る光景が異界の墳墓のように見える事から仮にそう名付けられた。正式名称は「界流調整支杭（ヘルガレ＝リュゴラ）」。かつてレナ世界崩壊を遅延させる目的でヘルガイムキルがレナ中に建造、それぞれが星霊力の流れを調整していたが、合一後はその機能が新世界に於ける属性融合と均衡化を妨げている。多くは地中に埋没しているが、地表に露出しているものもあり、アルフェン達はそれらを〈王〉の力で機能停止して回っていた。内部には防衛用のズーグルの他、防護隔壁で格納された巨大ズーグル、突然変異を遂げたウーズなどが棲息している。

#### 枢幹
全ての外廟の中央制御施設。正式名称は「リュゴラ＝エウロルク」。各地の外廟に対して優先制御権を持ち、星霊力を調整、必要に応じて星霊力の収集と分配を行う機能を持つ。最奥部の装置に〈統治の貌〉着装者が接続する事で、全ての抑制器着装者に向けてその意志を投影する事が可能。

#### カル・ベイセル
アルフェン達から離れたナザミルが立ち上げた組織。名は「ひとつの道」を意味する。全人類が同じ価値観や考えを共有、違いを無くす事で、争いや排斥の無い平和な世界を創造する事を目標としている。その具体的な手段は、全ての人間に抑制器を被せ、〈統治の貌〉を装着したナザミルが枢幹に接続する事で、彼女の意志を人々に投影するというもの。ナザミルは密林の外廟を拠点としていた〈蛇の目〉の残党を抑制器で従え、ニズの住民にもダナ・レナの別無く抑制器を強制的に被せて人数を増やし、外廟内の施設を利用して大量に量産した抑制器を、構成員に命じて世界各地の村や街の住民へ装着させていった。しかし、アルフェン達に否定されたナザミルが〈統治の貌〉を装着、抑制されたナザミルの精神が枢幹を通じて彼女自身を含めた全ての抑制器着装者に投影、全員がナザミルの心のまま謝罪の言葉を繰り返すだけの状態になってしまった。

#### 抑制器（サプレッサー）
集団統制用の試作装具。フルフェイスの黒い仮面で、着装者の精神に干渉して感情と思考を抑制するなど、その外観や機能は「鎮静の仮面」に酷似している。起動には〈王〉の権限が必要。外廟や枢幹に製造施設や保管場が設けられていた事から、それらと同時期に製造された模様。抑制状態の着装者は抑制器に設定された、または〈統治の貌〉から与えられた意志に従って行動するようになる。着装の初期段階では、装置の干渉と着装者との精神がせめぎ合って活動不能状態に陥る。第二段階に移行すると両者が調和、精神は極めて安定した状態となり、装置から投影された意志や価値観に従属するようになる。従属中でも会話や複雑な作業は行えるが、ヴォルラーン支配時代のペレギオン住民に似て能動性を持たず、身の危険にも鈍感になる。なお、精神と肉体を切り離して制御している為、制御中の情報は着装者には残らない。

#### 〈統治の貌（ディクテイター）〉
抑制器統括用の上位試作装具。抑制器と違って覆うのは顔部分のみ。着装者は抑制器着装者に意志を投影、その思考を制御する事ができる。意志投影は着装者によって行われる。単独での効果範囲は限定的で、範囲拡大のためには枢幹のような広域通信網に接続する必要がある。〈統治の貌〉自体にも抑制器と同じく意志抑制機能が備わっており、任意で切り替えが可能。

## 登場キャラクター

### パーティーキャラクター
アルフェン (Alphen)
声 - 佐藤拓也
モーションアクター - 吉田朋宏
年齢：21歳　身長：176cm　クラス：剣士　趣味：新たな武器・技術に触れる事
本作の主人公。記憶と痛覚を失ったダナ人青年。当初は頭部全体が謎の黒い仮面で覆われており、名前も思い出せなかった事から、周囲からは「鉄仮面」と呼ばれていた。カラグリアの奴隷としてレナ人による苛烈な支配に苦しめられていたが、シオンやジルファとの出会いをきっかけに〈紅の鴉〉に加わってカラグリア解放の戦いに身を投じ、領将ビエゾとの戦闘で仮面が半壊、名前を思い出した。ビエゾを撃破してカラグリア解放を成し遂げた後、全ての領将の撃破とダナ全土の解放を目指す旅を始める。
シオンが所持する火の主霊石から引き出された、火属性の星霊力が具現化した「炎の剣」を扱える唯一の人物。痛覚が機能していない為、熱を感じる事は無いが火傷は負う。普段はアルフェンが携行しているが、シオンの許可が無ければ扱えず、彼女から引き離されると消滅する。
後にヴォルラーンとの対峙で仮面が全壊、記憶と痛覚を取り戻す。その正体は〈招霊の儀〉の要となる生体中枢〈王〉。元はダナの一領主に仕えていた剣士だが、拉致されてレネギスの禁領で実験体にされ、当時としては唯一の成功例となった。レナ人女性の〈巫女〉ネウィリと共に、互いに詳細を知らないまま〈招霊の儀〉を行うが、途中で補助役のネウィリが機能喪失した為に〈王〉の力が暴走。結果、レネギスと住民に多大な被害をもたらし、彼自身も心身に深いダメージを負ってしまった。ネウィリによって鎮静の仮面と、星舟に搭載された治療槽で救命措置が施され、ダナへ戻された。これにより奇跡的に一命を取り留めたが、治療が完了して本編開始の約一年前に目覚めるまでに300年を要した上、鎮静の仮面の長期使用の副作用により記憶と痛覚を喪失してしまった。仲間達と共にもう一人の〈王〉ヴォルラーンに拉致されたシオンを救出、ヴォルラーン撃破を以てダナ全土の解放を成し遂げる。その後に始動した〈招霊計画〉を阻止すべく、レネギスやレナへ渡って双世界の真実を知り、全ての元凶であるレナの星霊と、復活したヴォルラーンとの因縁にも決着を付けた。
世界合一後は、ダナ解放の英雄またはレナ体制の破壊者〈炎の剣〉として、人々から様々な思惑を向けられる事に思い悩みながらも、シオンと二人で各地に出現した外廟を鎮めて回る旅を続ける中、ミハグサールを訪れた際にナザミルと出会った。
シオン・アイメリス (Shionne Imeris)
声 - 下地紫野
モーションアクター - 芝井美香
年齢：19歳　身長：165cm　クラス：銃使い　趣味：ファッション、料理、食事
本作のヒロイン。触れる者に激痛をもたらす呪い〈荊〉を生まれながらに持つレナ人女性。フルネームはシオン・ヴィメル・アイメリス・ダイモ。カラグリアの領将ビエゾから火の主霊石を奪って逃亡している最中、アルフェンと出会って彼の特異な力を知り、秘めた目的の為に全ての領将を倒すべく共闘の旅を始める。星霊術はレネギス上位層に相当するレベルだが、幼い頃から〈荊〉のせいで好奇と偏見、恐怖の視線に晒され続けてきた為、刺々しくシビアな物言いから他人との衝突が絶えない。
〈荊〉を消し去るため、それを為し得る道具としてレナス＝アルマを求め、その生成に必要な地水火風光の五属性の主霊石を奪うべく、同胞を敵に回して領将を倒す旅を続けていた。領将アウメドラ撃破後にヴォルラーンの襲撃を受けて拉致され、一時パーティーを離脱する。サスクリオ聖堂で再会した際は、孤独感に囚われて〈荊〉を暴走させてしまっていた。暴走が収まった後はパーティーに復帰、レナス＝アルマ生成時に、祖先ネウィリから受け継いだ〈巫女〉の能力を宿していた事が判明する。実は〈荊〉の力で不死身化しており、〈巫女〉の能力でも抑え切れなくなりつつあった〈荊〉が解き放たれて破滅が訪れる事を避ける為、自分ごと〈荊〉を消し去る事が真の目的だった。最終的にレナの星霊の分解を以て〈荊〉から解放、他者と触れ合えるようになった。
世界合一後はアルフェンと二人で、新世界各地に出現した外廟を封じる旅を始める。以前参列したノッティオとカガリが挙げた婚礼の儀に憧れており、それをアルフェンが知った事から、彼女には内密のエクストラクエストが始まる。

リンウェル (Rinwell)
声 - 原紗友里
モーションアクター - 中園彩香
年齢：14歳　身長：158cm　クラス：魔法使い　趣味：読書、ダナの遺物研究
シスロディア出身のダナ人少女。ダナ人でありながら星霊術を行使できる〈魔法使い〉一族の生まれ。シスロディアの抵抗組織〈銀の剣〉に所属、カラグリアを解放したアルフェン達の元へ赴き、シスロディアへの救援を要請する。魔法使いである事も隠していたが、ロウに攻撃されようとしたジルファを救うべく星霊術を使った事で魔法使いである事が明かされ、パーティーに加入する。魔法使いの血筋故に星霊力感知能力が秀でており、〈天の楔〉やレネギス禁領などで星霊力の意志にも真っ先に反応した。数年前、現領将の一人に両親を始めとした魔法使い一族を皆殺しにされて以来、レナ人に強い敵意と反感を抱いており、シオンやテュオハリムにも反発する事が多かったが、共に旅をする内に関係が改善していった。一族を殲滅した領将への復讐を悲願としており、当初はシスロディアの領将ガナベルトの仕業と思い込んで行動していたが、対決時に人違いである事が判明。真犯人を捜すためアルフェン達に同行してシスロディアを離れ、やがて出会ったミハグサールの領将アウメドラこそが犯人だと判明、憎悪を燃やして挑むも、ロウやシオンの説得で憎悪を押さえ、移動要塞クレーディアにて復讐心を手放してアウメドラを撃破した。
世界合一後はヴィスキントに居住、ダナの最後の魔法使いとして星霊術の研究に取り組み、アウテリーナ宮の図書の間に頻繁に通っている。ナザミルとは歳が近い同性という事もあって、最も近い距離感で接していた。
フルル (Hootle)
声 - 野中藍
雪のように白い毛並みを持つ、ダナフクロウの幼体。生まれはシスロディア。リンウェルと行動を共にしており、彼女が気を許さない相手には懐かない。各地に棲息するダナフクロウに反応する。世界合一後は〈荊〉から解放されたシオンに撫でられたり、ナザミルに懐く様子が見られる。
ロウ (Law)
声 - 松岡禎丞
モーションアクター - 大川敦司、内山陽平、柏木佑太
年齢：16歳　身長：169cm　クラス：格闘家　趣味：技の鍛錬、筋トレ
カラグリア出身のダナ人少年。かつて父ジルファに反発してカラグリアを出奔、レナの輸送隊に紛れてシスロディアへ移った。同地で抵抗組織に加わるも、密告が原因で仲間は全滅、彼だけは戯れで生かされ、流されるように領将ガナベルト直属の監察局執行隊〈蛇の目〉の隊員となる。シスロディアの村にてアルフェンやジルファと遭遇、対決の末にジルファを捕縛するが、苦悩と葛藤の末、処刑寸前でジルファの救出に駆け付ける。しかし、ガナベルトの計略に陥ってジルファは死亡、これによりレナと完全に決別する意志を固めた。アルフェン達と共にガナベルトを撃破してシスロディア解放と父の仇討ちを果たし、アルフェンの勧誘に応じてパーティーに正式加入、旅に同行する。
世界合一後は故郷カラグリアに戻って〈紅の鴉〉に加わり、ズーグルから隊商を護衛するなどして復興に尽力、合間にヴィスキントのリンウェルを訪ねて、彼女の遺跡調査を手伝っている。
キサラ (Kisara)
声 - 池澤春菜
モーションアクター - 川渕かおり、平田絵里子
年齢：25歳　身長：172cm　クラス：近衛兵　趣味：釣り、家事全般（特に料理）
メナンシアの近衛兵団に所属するダナ人女性。近衛兵団の中でも指折りの身体能力を誇り、レナ兵達からも一目置かれている。かつてメナンシアで敷かれていた過酷な支配により兄ミキゥダ以外の家族を失っている。それを現在の体制に改めた領将テュオハリムに深い恩義と尊敬の念を抱き、兄と共に近衛兵団に加わった。陰謀によりミキゥダがテュオハリム暗殺未遂容疑を掛けられ、行方を晦ましてからは訣別していたが、アルフェン達との出会いをきっかけにミキゥダと再会を果たし、彼の冤罪と陰謀の進行を知って和解する。ミキゥダが自らを〈虚水〉化した事で慟哭、暴走したテュオハリムとの戦いの後、メナンシアの改革が彼の善意や理念ではなくトラウマからの逃避だったと知り、怒りと失望を露わにする。その後に起きたケルザレクの叛乱をアルフェン達の助力を得て鎮圧、テュオハリムと共にパーティーに加入する。彼女の正式加入後から各地の釣りポイントが使用可能となる。
世界合一後は、能力と経験を買われてヴィスキント護民隊の教官に就任、隊員からは畏怖と尊敬を込めて鬼教官と呼ばれている。
テュオハリム ・イルルケリス (Dohalim Il Qaras)
声 - 加瀬康之
モーションアクター - いりずき健一
年齢：28歳　身長：185cm　クラス：レナの貴族　趣味：音楽、古物蒐集
メナンシアを支配する地の領将。識別紋は地の逆三角形。フルネームはテュオハリム・メルケル・イルルケリス・ナアモ。多くの領将を輩出するレネギスの名門イルルケリス家の嫡男。厳格な序列社会のレネギスに於いて階級に囚われない交友関係を築いたり、メナンシアの領将となってからはダナ人の待遇を改善、共存社会を築くなど、レナ人としては極めて異端な価値観の持ち主。音楽だけでなく詩吟や古物収集など、芸術全般に造詣が深く、名門出に恥じない優雅な振る舞いと、端正な顔立ちから特にレナ人女性からの人気が高く、それまでダナ人が虐げられていたメナンシアの体制を現在の体制に改めた事で、現地のダナ人からは救い主として信奉されている。レネギス時代から領将や〈王〉の地位への野心を持たず、音楽家を志していたが、強制させられた領将選抜試験で親友タルニガスを誤って殺害、その婚約者フィアリエから憎まれた過去を持つ。ミキゥダの捨て身の告発とキサラの慟哭によってそのトラウマを呼び起こされて主霊石が暴走、狂乱状態に陥ってしまう。アルフェン達との激戦を経て正気を取り戻した後、メナンシアに於ける仁政はトラウマからの逃避に過ぎなかった事を告白、姿を消す。やがて数々の悲劇の発端となった領戦王争を終わらせる決意を固め、側近ケルザレクが叛乱を起こした際は、単独でヘルガイの果実の生産拠点を壊滅させ、領将の地位を放棄してキサラと共にアルフェン達のパーティーに加わった。
領戦王争の終結とレナ体制崩壊後も、元領将としてレナ人全体の代表及び守護者として信奉を集めており、世界合一後はペレギオンにて残存レナ人を纏め、ダナ・レナの融和政策を推し進めている。ヴィスキントに戻る機会は減ったものの名誉顧問として議会に名を連ねている。
ナザミル・ヒルドリス（Nazamil Hildris）
声 - 種崎敦美
モーションアクター - ひおき彩乃
DLC『Beyond the Dawn』で登場する少女。最後の領戦王争初期に水の領将を務めたウルワギルの娘。かつてウルワギルが随員としてダナに降りた際、ダナ人女性との間に誕生したレナ・ダナの混血児。母親の詳細は不明。レナ人からはダナとの混血、ダナ人からは領将の娘として双方から偏見と嫌悪を向けられ、迫害を受けて逃走している最中、アダン湖にてアルフェンとシオンと出会った。絵を描く事が密かな趣味。事情を知ったアルフェン達に保護され、行動を共にする内に打ち解けていくが、ズーグルに襲われたニズの住民達を救助する際に星霊力を使用、ズーグルを〈虚水〉化した事で住民のトラウマを刺激してしまう。庇ってくれたアルフェン達が非難されてしまった事を受け、彼らの元を離れて単独行動を取り、外廟に保管されていた抑制器と〈統治の貌〉を使ってカル・ベイセルを結成。ダナ・レナ問わず世界中の人々に抑制器を被せて、枢幹を通じて意志を投影、違いの無い社会を創造してアルフェン達への非難を無くそうとするが、やって来た彼らにその行為を否定されてしまう。信頼していた友から拒絶されてしまった現実を受け入れられず、彼らにも抑制器を被せようと襲い掛かる。我に返り、友を傷付けてしまった事に激しいショックを受け、〈統治の貌〉で自らの精神を抑制、枢幹へと姿を消してしまった。
かつて六属性の星霊力を扱える特異体質に着目したヘルガイムキルによって、アルフェンに代わる〈王〉を造り出す為の被験体の一人に選ばれ、レネギス禁領へ連行された。しかし先に第二の〈王〉ヴォルラーンが完成した為、無用となった彼女は調整未完了のまま元のヒルドリス家に戻された。ヒルドリス家時代は礼儀作法や星霊術などの各種高等教育を施され、優秀な素質を垣間見せていたが、父ウルワギルからは一貫して冷遇され、彼女の存在を知る者はヒルドリス家の関係者など極少数に限られた。領将に着任したウルワギルに随行してガナスハロスに降りた後、彼がヴォルラーンに暗殺されてから、世界合一後にニズに避難するまでの動向は不明。寡黙な性格で、不可視化の能力で争いを避け続けてきたが、〈王〉の能力を駆使した複属性星霊術による戦闘力は領将以上。

#### 紅の鴉
カラグリアの抵抗組織。各地の廃坑やダナ人集落に潜伏、同志を増やして反撃の機会を窺っていた。領将ビエゾに捕らわれたシオンの身柄を奪うべく貨物列車を急襲、その一連の騒動の中で、アルフェンとシオンによる炎の剣の力を知る。二人を戦力に加えてグラニード城を襲撃、ビエゾを撃破してカラグリア解放に成功した。
ジルファ (Zephyr)
声 - 山野井仁
モーションアクター - 藤代太一
カラグリアの抵抗組織〈紅の鴉〉の頭目。ロウの父。レナの装甲兵とも互角以上に渡り合える戦闘力を持ち、その人柄もあって同志からは父親の如く信頼されている。序盤の間のみサポートNPCとして戦闘に参加する。アルフェンの力と意志を見込んでカラグリア解放の戦いに勧誘、行動を共にする中で彼に戦う事の意味、人としての在り方を説く。グラニード城襲撃作戦では前線に立って囮を務め、勝利に貢献した。リンウェルの要請に応じてアルフェン達と共にシスロディアに発ち、その最中に息子ロウと再会する。〈蛇の目〉に捕縛されて公開処刑される際、シスロデンのダナ人達に強く呼び掛けた。駆け付けたロウやアルフェン達によって処刑は免れたものの、領将ガナベルトの策に陥って猛毒を受け、シオンによる治療も空しく息を引き取った。サブクエストで、ロウへの手紙と妻の形見の指輪を遺していた事が明らかになる。
ティルザ (Tilsa)
声 - 阿部菜月
〈紅の鴉〉構成員。医療と流通を担当。年齢は25歳。メンタルヘルスケアにも覚えがあり、ガナスハロス解放後のペレギオンに派遣され、現地の人々の診療に当たっていた。世界合一後もぺレギオンで住民の支援を続けているが、時々はウルベゼクに帰って物資や情報の交換を行っている。
ネアズ (Nayth)
声 - 小上裕通
〈紅の鴉〉構成員。情報担当。当初はレナ人であるシオンを「光り眼」と呼び、敵視していた。ジルファがカラグリアを離れてからは〈紅の鴉〉の纏め役となり、現地のダナ人から寄せられる依頼や相談に追われる日々を送っていた。ジルファ亡き後も〈紅の鴉〉を纏め上げているが、増え続ける問題に忙殺される日々が続いている。世界合一後、アルフェンがウルベゼクの住民に向けて演説した際は、同調する形で住民を説得、アルフェンに依存せず自立していくように促した。
ガナル (Grenar)
声 - 三戸耕三
〈紅の鴉〉構成員。実戦担当。青い服と肩のタトゥーがトレードマーク。気さくな性格の熱血漢だが、頭を使う事は苦手。世界合一後、ペレギオンに出向しているティルザへのラブレターをアルフェン達に託すが、間違えて全く別の手紙を送ってしまい、肝心のラブレターはシスロディアへ渡ってしまった。
ダイロン
〈紅の鴉〉構成員。宿場の管理を担当しており、紺色の帽子と服がトレードマーク。最初のサブクエストをアルフェンとシオンに発注する。

#### 銀の剣
シスロディアの抵抗組織。厳しい密告社会の中で思うように活動ができず、摘発を免れるのが手一杯という現状にある。領将直属の監察局執行隊〈蛇の目〉に加わって、二重スパイ活動を行っている構成員も存在する。しかし、頭目メネックは領将ガナベルトの変装であり、不穏分子を労せず管理する為に一纏めにしていたに過ぎなかった。世界合一後は接収したリベールの獄塔に本拠地を移し、復興と密告者狩りの取り締まりに励んでいる。
メネック (Meneck)
声 - 川本克彦
シスロディアの抵抗組織〈銀の剣〉の頭目。構成員リンウェルに命じて、アルフェンをカラグリアから呼び寄せた張本人。疑り深い性格の切れ者だが、同志からは頼りにされている。しかし、その正体は領将ガナベルトの変装で、300年間揺らぐ事の無かったレナの支配に初めて傷を付けた人物として、アルフェンを危険視、彼を抹殺する為に呼び寄せた。
ブレゴン (Bregon)
声 - 松本大
〈銀の剣〉の副頭目。頭目メネックの正体が領将ガナベルトだと判明した後、事実上の頭目となる。シスロディア解放後、ガナベルトが蒐集していた過去のダナ戦士の剣と甲冑をアルフェンに贈った。世界合一後は、取り締まれども無くならない密告者狩りを憂いて、打開策を講じる為、外部の人間であるアルフェン達に人々の本音を聞き出すよう依頼する。刺繍が密かな特技。

#### 金砂の猫
メナンシアの抵抗組織。レナ支配への叛乱を標榜する他領の抵抗組織とは異なり、国内での陰謀の解決を目的として活動している。連絡用に訓練した猫を多数飼育している。ケルザレクの叛乱鎮圧後は近衛兵団や現地のレナ人と協力、メナンシアの治安維持に努める。その後は近衛兵団と統合して結成された護民隊の一部隊となった。
ミキゥダ (Migal)
声 - 平川大輔
メナンシアの抵抗組織〈金砂の猫〉の頭目。キサラの兄。以前は近衛兵として領将テュオハリムに仕えていたが、メナンシアで密かに栽培されるヘルガイの果実、それを用いた星霊力収集の陰謀の進行を偶然知った為に捕らえられ、致死量のヘルガイの果実を投与された。奇跡的に生還したものの、黒幕ケルザレクによってテュオハリム暗殺未遂容疑をでっち上げられた為、行方を晦ませ、同じ境遇の者達を集めて〈金砂の猫〉を結成、テュオハリムに真相を告発する機会を窺っていた。ヘルガイの果実による肉体の〈虚水〉化が進行、既に末期状態に達して余命が少なかった為、テュオハリムの目の前でヘルガイの果実を摂取、自らを完全に〈虚水〉化する事で陰謀の進行を証明した。
ラギル (Lagill)
声 -  優希知冴
〈金砂の猫〉の構成員で、ミキゥダの副官。キサラとは旧い仲で、彼女曰く「頭が切れる上に現実的」。サブクエストではレナ人兵士から借りた装甲を纏い、キサラに一対一の決闘を挑む。世界合一後は、護民隊の一部隊となった〈金砂の猫〉の部隊長を務めており、ファーリア牧場を襲撃するズーグルの調査をキサラに依頼する。サブクエストでは、再度キサラとの決着を付けるべく、レナの強化装甲を着用してキサラの代理を申し出たテュオハリムに一騎打ちを挑む。
ザァレ
〈金砂の猫〉で飼われている黒猫。組織の紋章が入った首輪をしている。ミキゥダによりアルフェン達との連絡役に使われた。時折ラギルの元を離れてヴィスキントを散歩、ダナ・レナ問わず住民の癒しとなっている。

#### 漆黒の翼
ミハグサールの抵抗組織。名前の由来はダナに伝わる同名の昔話で、黒いフクロウから授けられた聖なる炎を勇者が使い、二人の従士と共に、ダナを死の国に変えようとした悪い王様を退治するという内容。領将アウメドラを首府ニズから追放して解放を成し遂げるが、アウメドラの奸計に陥って頭目デダイムとその派閥が〈虚水〉化して死亡、その人数を大きく減らす事となった。世界合一後は「あたう限りの公平さ、そして無用の暴力を避ける」という信条の下、バエフォンの方針でニズにレナ人を受け入れたものの、不満を抱く構成員や住民も多く、ダナ・レナ双方への対応に苦慮している。ナザミル率いるカル・ベイセルが襲来した際はレナ人達の避難も手助けしたが、バエフォンを始め多くの構成員が抑制器を被せられてしまった。
デダイム (Dedyme)
声 - 木村雅史
ミハグサールの抵抗組織〈漆黒の翼〉の頭目。左目の黒い眼帯がトレードマーク。当初は純粋に自由と解放を求める革命戦士だったが、長年のレナとの戦いで多くの仲間を失っていった事で、憎悪が増して人格が歪んでいき、勝利の為ならば同胞であるダナ人を巻き添えにする事も厭わない、レナに代わって己が人民を支配する事を目的とした、傲岸不遜な僭主へ変じてしまった。旧友バエフォンらと共に領将アウメドラを首府ニズから追放、ミハグサール解放に成功する。しかし、その勝利はアウメドラによって演出された罠であり、捕縛した彼女を処刑しようとした瞬間、食料に仕込まれていたヘルガイの果実の効果が現れ、広場にいた彼の支持者達と共に〈虚水〉化して死亡した。サブクエストで彼の母シズウルから、彼が雌の黒フクロウを飼っていた事、サンドイッチが好物だった事が語られる。
バエフォン (Baephon)
声 - 白熊寛嗣
モーションアクター - 中村嘉宏
〈漆黒の翼〉の指揮官。左目に大きな傷がある。デダイムの旧友だが彼とは異なり、レナ人への怨恨を忘れずも、シオンとテュオハリムにも偏見無く接する。専制的に振る舞うデダイムを度々諫めていたが、その為に彼から疎まれるようになり、領将アウメドラ処刑の際は外の警備という名目で除け者にされたが、そのお陰で〈虚水〉化の難を免れた。デダイム亡き後は〈漆黒の翼〉の纏め役となる。世界合一後は、アウメドラの一件で空いたニズの区画にレネギス難民の一部を受け入れた。ニズを空けている間に住民がナザミルを襲った事を受け、外廟の件で呼び寄せたアルフェン達に彼女をヴィスキントまで保護するよう依頼した。カル・ベイセル襲来時は住民の避難誘導を行い、立て籠もっていた宿場が襲撃された際は、自ら囮となって外へ飛び出したものの、抑制器を被せられてしまった。

### 領将（スルド）
ビエゾ (Belseph)
声 - 立木文彦
カラグリアを支配する火の領将。ビエゾとは「猛獣」を意味する渾名で、本名はエルウォルゼ・テルディリス。識別紋は火の十字。火の主霊石の本来の所有者。領将の座に就くのは現領戦王争で三度目。並外れた巨躯の持ち主であり、身の丈を越える巨斧を軽々と振り回すその膂力は現領将の中で随一。その荒々しい風貌に違わず、性格は粗暴かつ傲慢で、同じレナ人であるシオンやガナベルトからも蔑視されていたが、名門に比べて家格に劣るテルディリス家とその一門全体の地位向上の為に領戦王争に精力的に取り組み、手出しする者には体を張って立ち向かう強い連帯感や責任感から、支持者からは頼りにされている。
火の主霊石を盗んだシオンを狙い、追っ手を差し向けていた。本拠地グラニード城に乗り込んできたアルフェンとシオンと対決、斧の一撃でアルフェンの仮面を半壊させた。シオンのレナへの反逆行為を強く非難した直後、アルフェンの炎の剣を受けて吹き飛び、最後は星霊力の顕現により生じた炎の化身に掴まれて跡形も無く焼き消えた。

ガナベルト・ファルキリス (Ganabelt Valkyris)
声 - 中田譲治
シスロディアを支配する光の領将。識別紋は光の五芒星。戦闘スタイルは、刺突剣と光の星霊術を駆使、障壁による防御の他、複数の虚像を生み出して敵を攪乱するというもの。厳格かつ酷薄な謀略家だが、誰よりもレナ全体の事を考えており、同胞たるレナ人達に対して、制約の多いレネギスに籠るのではなくダナに入植すべきと主張していた。レナによるダナ支配の証として、過去のダナ解放戦士達が使っていた武具を蒐集、リベールの獄塔にて保管していた。
シスロディアに密告社会を形成、ダナ人を疑心暗鬼に陥らせて統制しつつ、影武者を用意した上で、自らは抵抗組織〈銀の剣〉の頭目メネックを演じていた。ビエゾ敗死による隣国カラグリアの解放に危機感を抱き、その立役者となったアルフェンの抹殺を目論む。メネックとしてリンウェルを救援要請の名目でカラグリアに派遣、直属の監察局執行隊〈蛇の目〉に所属していたロウを進路上の村に派遣する事で、アルフェンに同行していたジルファを捕縛、彼の公開処刑を執行する事で、救出に駆け付けたアルフェンの不意打ちを目論む。しかし主霊石同士の共鳴により直前で正体が露見、特製の猛毒でジルファに致命傷を負わせた。リベールの獄塔で対決、ロウの拳を受けて倒れ、残される同胞の行く末を案じながら絶命した。

アウメドラ・カイネリス (Almeidrea Kaineris)
声 - 田中敦子
モーションアクター - 大黒優美子
ミハグサールを支配する風の領将。識別紋は風の五角形。現領将の中で唯一の女性。先代の父と兄を実力で排除してカイネリス家当主の座を奪うなど、女らしからぬ野心と残虐性を持ち、己の力を高める為には手段を選ばない魔女。他者を見下し、利用するものとしてしか見ていないが、ヴォルラーンに対してだけは敬意を払っていた。他の領将とは戦闘スタイルが異なり、召喚した特製ズーグルを直接戦わせ、自身は安全圏から星霊術による遠隔攻撃を行う。数年前、シスロディアに隠れ潜んでいたダナの魔法使い一族を単身襲撃して殲滅、彼らの技術と知識を奪い取った（唯一生き残ったリンウェルには領将の識別紋しか見えなかった為、犯人が五人の領将の誰なのか判別できなかった）。テュオハリムの側近ケルザレクを唆し、真の居城となる移動要塞クレーディア建造の為の財や物資を得つつ、ヘルガイの果実を送ってその実験を行わせていた。クレーディア完成後はデダイム率いる抵抗組織〈漆黒の翼〉相手に敗北を演出、敢えて捕まって処刑台に上がる事で、事前に食糧に仕込んでいたヘルガイの果実の効果で、ダナ人達の憎悪と復讐心が最高潮に達するように仕組んだ。その結果、デダイム達は〈虚水〉化して死亡、溢れ出た大量の星霊力の獲得に成功した。その後はミハグサールを完全放棄してクレーディアで出港、追跡してきたアルフェン達を、お気に入りの特製ズーグル「メズメルド」と共に甲板で迎え撃つが敗北。直後に現れたヴォルラーンに縋ろうとするも、胸を一突きにされて死亡、海に投げ捨てられた。その後のサブクエストでメズメルドが再登場。前回の戦いによる負傷とアウメドラによる制御が無くなった事で狂暴化、能力が大幅に上昇していた。

ヴォルラーン・アングサリ (Vholran Igniseri)
声 - 速水奨
ガナスハロスを支配する水の領将。識別紋は水の蓮花。現領将の中で唯一、名のある家の出身ではなく、その出自は謎に包まれている。数年前、前任者ウルワギルが任期途中で「事故死」した為、その後任として急遽送り込まれた。「真の支配者」を自負する孤高の異端者で、己以外の全ての者を見下し、弄び、双世界の全てを支配する事のみを存在意義としている。ガナスハロスでは過剰な精神的抑圧による支配を実施、ダナ・レナ問わず意思無き絶対服従を強いておきながら、当人は国を離れ、各地で単独行動を取っていた。その戦闘能力は歴代全領将を遥かに上回って最強。初登場はシスロデンに向かう道中のルディールの森で、大量のズーグルを単身討伐する様子をアルフェン達が目撃。次の遭遇はディアラ山で、この時は「謎の剣士」として戦闘、剣技のみでアルフェン達六人を圧倒した。素性が明かされたのはアウメドラ戦の直後で、アウメドラを殺害してシオンを拉致、海を割って移動要塞クレーディアを呑み込んだ。本格的な対決はデル＝ウァリス城で、一回戦は水の領将としての力を解放した戦闘、続く二回戦では真の力を解放、水以外の属性も用い、技も大きく変化した。アルフェンとの一騎打ちに敗北した後、赤い女（ヘルガイムキル）によって身柄を回収、レネギスに移送された。
その正体はアルフェンと同じく〈招霊の儀〉の要となる〈王〉。アルフェン以来300年振りに現れた成功例で、アングサリとは「特殊調整系」を意味する。第二次〈招霊計画〉を実施する前提の評価実験として、領将に偽装してダナに送り込まれた。元はアルフェン同様、レナの苛烈な支配に苦しむダナ人奴隷だったが、ダナ人への同族意識は皆無で、己を支配するヘルガイムキルとレナの星霊、そして同じ〈王〉であるアルフェンを敵視、憎悪を燃やしている。レネギス禁領で再登場した際は、ヘルガイムキルによって最深部の装置に繋がれ、無理矢理〈招霊の儀〉を行わされていた。部屋の崩壊と共に消息を絶ったが、満身創痍の状態で最終局面に乱入、レナス＝アルマを奪い取ってシオンもろともレナの星霊を葬り去ろうとし、それを阻むアルフェンとの最終対決に突入する。互いに〈王〉の力を解放した激闘の末に敗北を喫し、アルフェンの赦しを拒絶してレナス＝アルマごと自爆した。
DLC『Beyond the Dawn』にて、前任者ウルワギルの死はヴォルラーンによる暗殺だった事が判明。その場に居合わせていたナザミルに「強者が、上に立つ者こそが正義、力の前には違いも無意味」と説いていた。
ハンフリクト・ミルグリス
前シスロディアの領将で、前回の領戦王争の勝者。すなわち現在のレナ〈王〉。七年前に現領戦王争の開始を宣言した後、その姿を見た者はいない。支持者曰く、知略、星霊術共に優れた人物との事。
ウルワギル・ヒルドリス（Urwagil Hildris）
声 - 山路和弘
前ガナスハロスの領将。数年前に急死した為、後任としてヴォルラーンが補充されたが、その突然の交代劇を疑問視する者もいる。DLC『Beyond the Dawn』にて、ダナ人女性との間に一人娘ナザミルを設けていた事が明かされた。しかし我が子への愛情は無く、ナザミルが持つ六属性の星霊力や調整体としての力にのみ価値を見出しており、彼女や彼女に同情的な者達には度々怒鳴り散らすなどして、娘の力と存在が外部に漏れないよう徹底的に隠匿していた。その専制的な人柄を、面識のあるテュオハリムは「そりが合いそうになかった」と評していた。最後の領戦王争の最中にヴォルラーンの襲撃に遭い、居合わせたナザミルに排除を命じるも従われず、命と領将の地位を奪われた。

### 星霊
レナの星霊
レナ世界に存在する膨大な量の闇属性の星霊力が、芯央部に集中する事で芽生えた巨大意志体で、真なるレナの支配者にしてレナそのもの。特殊な声によって、レナの生命の精神に干渉して操る事が可能。自身の存続の為にレナの星霊力を貪り尽くした為、ダナの星霊力を求めた。その手段として、優れた知能・文明を持つレナの民ヘルガイムキルを隷属させ、彼らに〈招霊計画〉と領戦王争を計画・実行させた。作中に於ける一連の出来事の元凶にして、シオンに宿る〈荊〉の本体。300年前の第一次〈招霊計画〉実施の際、〈招霊の儀〉を直接司る為にレネギスに降臨したが、儀式失敗により意志核の断片が切り離されて〈巫女〉ネウィリに残留した。第二次計画でダナから得た莫大な星霊力を取り込んだ事で、レナ世界の構造と物質的に一体となり、世界規模の花の形で実体化した。芯央部に乗り込んできたアルフェン達を迎撃するため、意志核が巨大な怪物の姿で顕現、レナス＝アルマを呑み込んで襲い掛かる。
ダナの星霊
ダナの星霊力によって生じる意志。ダナ世界全体に薄く拡散、ダナの生物全てにも僅かずつ分散して宿っている為、通常はレナの星霊のような強固な意志は発生しない。〈天の楔〉やレネギス禁領に集められた膨大な量の星霊力によって、訪れたアルフェン達が過去に起きた出来事を幻視することとなった。

### その他
ネウィリ・アイメリス (Naori Imeris)
声 - 川澄綾子
アルフェンの夢に出てくる謎の女性。シオンと同じ姓、瓜二つの容姿を持つレナ人で、彼女の300年前の祖先に当たる人物。〈招霊の儀〉に於ける〈巫女〉の役に選ばれ、同胞であるレナ人の為にその役割と調整を受け入れ、忠実に従ってきた。ダナ人であるアルフェンに対しても、互いに役割を強いられた立場という事も相まって、一人の人間として親身に接し、全てが終われば故郷に帰還させると約束していた。しかし〈招霊の儀〉の途中で破滅の未来を見てしまった為、反射的に儀式遂行を放棄、その結果アルフェンの暴走、レネギスの半壊を招いてしまった。心身に甚大なダメージを負ったアルフェンを介抱、鎮静の仮面と星舟の治療槽を用いて長期治療措置を施し、約束通り彼をダナへ送り出した。彼女はレネギスに残ったが、〈巫女〉の登録は抹消、出身のアイメリス家に再登録された。その後どのような人生を送ったかは明らかにされていないが、儀式失敗の影響で彼女の中には〈荊〉が残留、〈巫女〉の能力でそれを我が身に封じた事で、末裔であるシオンまで〈巫女〉の力と〈荊〉が受け継がれる事となった。
ココル (Kohl)
声 - 七緒はるひ
モーションアクター - 原嶋あかり
モスガルに住むダナ人少年。労働中にレナの装甲兵に殴られそうになる所を、アルフェンに庇われた。世界合一後はアルフェンを意識した青い装いをしており、ウルベゼクでグラニードーナツ販売の手伝いをしている。将来の夢として行商に憧れている。
ドク (Doc)
声 - 辻親八
モスガルに住むダナ人老人。医術に明るく、他のダナ人奴隷の診療を担当していた。記憶と痛覚を失ったアルフェンを拾った人物。その後も何かと彼を気に掛けており、彼が解放の戦いに身を投じる覚悟を決めた時は、その意思を尊重して見送った。世界合一後はアルフェンと揃いの青い首巻をしており、ウルベゼクにて診療所を開設している。英雄や破壊者として見られる事に思い悩むアルフェンがそれを打ち明けた際は相談に乗って迷いを晴らし、アルフェンとシオンから預かっていた〈王〉と〈巫女〉の武具と衣装を求めに応じて返却した。薬草園作りを計画しており、その為に必要な土壌と薬草の知識を集めている。
ケルザレク (Kelzalik)
声 - 青森伸
メナンシアの領将テュオハリムの側近を務めるレナ人男性。戦闘力や星霊術は平凡だが、実務能力の高さはテュオハリムも認めている。表面上は主君の方針に賛同して、ダナ人にも好意的に振る舞っていたが、本心ではダナ人を見下していた。テュオハリムに〈王〉を目指す意志が無い事から、奉仕を続けても栄達が望めないと絶望していた所を、隣国ミハグサールの領将アウメドラに唆され、側近の立場を利用して財を横流ししていた。見返りに受け取っていたヘルガイの果実を密かに栽培、メナンシアの食料に混入する事で、テュオハリムに内密で星霊力を集め、真相を知ったミキゥダ達への口封じも行っていた。
しかしミキゥダがテュオハリムに接触、陰謀を告発した事で隠し通せないと判断、自身に賛同するレナ人達と共にアウテリーナ宮で叛乱を起こすも、アルフェンやキサラの活躍によって鎮圧、またヘルガイの果実の生産拠点もテュオハリムによって壊滅させられた事で亡命を余儀無くされる。本編では以後登場しないが、その後のサブクエストで、アウメドラと共に移動要塞クレーディアに乗艦していた事が判明。クレーディアと共に無人島に漂着して、己の企てによって〈虚水〉化した人々の幻影と罪悪感に苛まれ、半ば恐慌状態にあった。
ドラシン (Drashin)
声 - 里内信夫
ヴィスキントの民生局に勤めるダナ人男性。メナンシアを訪れたアルフェン達に愛想良く接し、テュオハリムによって改善されたメナンシアの現状を説明した。アルフェン達の依頼で、ナザミルのヴィスキント移住の手配を進める。ナザミルがアルフェン達の元から離れてからは、シスロディアの〈銀の剣〉宛ての親書を彼らに託した。ちなみに既婚者。
マハバル (Mahavar)
声 - 中井和哉
ミハグサールで暮らすダナ人の船乗り。移動要塞クレーディアで出港した領将アウメドラを追うアルフェン達に協力、気前良く操船を引き受ける。ヴォルラーンの能力で海が割れた際、他の乗員は全員ガナスハロスのティスビムに漂着したが、彼だけは船と共に消息不明となった。後に生存が判明、バエフォンからメナンシアのレナ人技術者を紹介して貰って船の修理を完了、〈天の楔〉や無人島、釣り場への送迎を請け負う。世界合一後、再び故障した船の修理費調達に奔走しており、ノッティオやカガリと相談、シオンの助言を得て、ティスビムの村を行楽地にして利益を上げる計画を進める。
フィアリエ (Fahria)
声 - 半場友恵
テュオハリムの友人の一人。レネギスの下層出身者だが、優れた音楽の才をテュオハリムに見込まれ、彼を通じてアバキール、タルニガスと知り合い、四人で身分を越えた交友を深める。その後タルニガスと恋仲となり婚約を結ぶが、領将選抜試験でテュオハリムがタルニガスを殺害してしまった事で、彼を憎むようになる。その憎悪を赤い女（ヘルガイムキル）に付け込まれて操られ、禁領にてアルフェン達と対峙、巨大ズーグルを使役して襲い掛かる。テュオハリムによって昏倒させられ、シオンの治療とアバキールの介抱によって意識を取り戻す。その後アバキールから、タルニガスがフィアリエの為に試験で禁じ手を使っていた事、タルニガスの死は不慮の事故だった事、テュオハリムが彼女を傷付けない為に長年その真相を黙していた事が伝えられ、テュオハリムと和解する。世界合一でレネギスが崩壊した後はペレギオンに移住、住民の心を和ませる為の音楽会の開催を提案するなど、テュオハリムの融和政策に賛同してその活動を手助けしているが、テュオハリムの友人という関係に目を着けた融和反対派に拉致されてしまうなど受難が続く。
アバキール (Abakhil)
声 - 岩崎了
テュオハリムの友人の一人。一級技巧士の資格を持つ。テュオハリム曰く「常に一歩引いて目立たず、気を回し過ぎる」タイプ。ダナからレネギスへ帰還したテュオハリムと再会、禁領へ進入する彼らを密かに尾行していた。赤い女（ヘルガイムキル）に操られたフィアリエが昏倒した後、彼女を運び出して事情を説明した。レネギス崩壊後はフィアリエと共にペレギオンに移住する。彼女が誘拐された際は、事を公にしない為、そしてテュオハリムと亡きタルニガスへの責任から、同僚レンスガルに口止めして単身彼女を救出しに瀑陽の森へ向かったが、犯人に昏倒させられてしまう。
タルニガス (Tarnigen)
声 - 藤本たかひろ
テュオハリムの友人の一人。本編開始時点で既に故人となっている。フィアリエの婚約者で、下層出身の彼女の地位向上の為、領将の座を得ようと選抜試験に於けるテュオハリムとの決闘で禁じ手を使ってしまう。そのせいで力加減を誤ったテュオハリムの一撃を受け、絶命してしまった。彼の死とフィアリエの悲嘆は、テュオハリムにとって大きなトラウマとなり、それがメナンシアに於けるダナ人への仁政へと繋がった。
赤い女
領将達の傍らに佇む謎の女性。常に赤い服を纏っている事から仮にそう呼ばれる。敵対する素振りを見せず、領将戦後は忽然と姿を消していた為、皆は領将のお目付け役か何かと思って気に留めていなかったが、ヴォルラーン撃破後に本格的に活動を開始。それまで存在が秘匿されていた闇の主霊石を用いて、アルフェン達が所有する五属性の主霊石を奪い取ってレナス＝アルマを生成、ヴォルラーンの身柄を回収してレネギスへ移った。
その正体は「ヘルガイムキル」という異形の巨人で、赤い女としての姿は擬態に過ぎず、実際の姿はレナの装甲兵に似た無機質な外観。ヘヴレクトの35以外の個体は声を発する事は無いが、高度な知能を持っている為、アルフェン達の言語は理解している。作中で登場したヘルガイムキルは擬態時も含めて全個体が共通の外見をしており、随所で登場した「赤い女」が同一個体か別個体なのかは不明。彼らの言葉で「ヘルガイ」は「レナ」を、「ヘルガイムキル」は「レナの民」を意味しており、彼らこそがレナの先住民で、レナやレネギスの高度な技術も彼らの産物。長い年月に亘ってレナの星霊に隷属させられた末、種族として絶滅に瀕しており、作中で「レナ人」と呼ばれる者達はヘルガイムキルが自分達の絶滅後、代わりにレナの星霊に奉仕する労働力として、拉致してきたダナの魔法使いにナノマシンを大量注入する事で作り上げた人類。故にヘルガイムキルはレナ人に対して認識遮蔽技術を持ち、余程無視できない行動さえ取らなければ彼らに存在を知覚される事が無い。
ヘヴレクトの35 (Hevrekt-35)
声 - 三戸耕三
虚空拠点ダエク＝ファエゾルの館主。ヘルガイムキルの一個体。淡々とした口調で性格は合理的。余命は少なく、延命装置に繋がれており動く事は無い。元はレネギスを外から修理する役割を負っていたが、事故により施設がレナの星霊の意思が及ばない領域まで漂流した為、双世界に於ける全ての真実を知る事となった。レネギスへの帰還を諦め、施設内で勤務していたレナ人達と共に、双世界の行く末を観測し続けていた。長年に亘る観測と研究の裏付けを得る為、アルフェン達に真実を打ち明け、レナの星霊の討滅を要請する。

### サブクエストのキャラクター
グルデノ（Gourdeno）
ダナ各地で度々遭遇するダナ人老人。美食の探求を生き甲斐にしており、料理人としても腕は確か。美味しい料理を食べると「超！　絶！　美味大国！」と感動を表現する。レシピを得る為なら無茶も厭わず、該当する食材を彼に渡す事で料理のレシピを貰える。世界合一後も、新時代風味ニョッキのレシピの提供や、グラニードーナツがレシピ通りに作られているかウルベゼクに出向いての確認、シスロディアの気候でも固まらないグラニードーナツを考案するなど、相変わらず美食の探求を続けて各地を放浪している。
ワンダーバード
奇抜な身なりをした、自称吟遊詩人のダナ人男性。彼が出す暗号文を解読する事で「伝説の楽器」が手に入る。世界合一後は、復興が進んだシスロデンを訪問する。
ボグデル（Bogdel）
ヴィスキント近郊でファーリア牧場を営むダナ人男性。彼と出会う事で牧場管理が開放される。DLC『Beyond the Dawn』では、不可視化能力を持つ巨大ズーグルに牧畜を食い荒らされてしまう。アルフェン達によってズーグルは討伐されたものの、彼らが出向いている隙を襲われて重傷を負ってしまい、ナザミルの治癒術で回復した。
ツグリナ
アウテリーナ宮の図書の間で司書を務めるダナ人女性。書物に対して並々ならぬ情熱と愛情を持つ。図書の間にある全ての本を把握しており、ドクに適した薬草の本も即座に思い付いて手渡した。
シズウル
デダイムの母親。亡き息子が飼っていた黒フクロウの捜索を、リンウェルとテュオハリムに依頼する。世界合一後はアクフォトル丘陵に住居を移し、黒、金、銀の三羽のフクロウと暮らしている。ニズの特産品として、フクロウの羽根を用いた絵本を製作する計画を立てる。
ノッティオ（Nottio）
ガナスハロスに所属するレナの装甲兵。メナンシアにて主君ヴォルラーンの追跡調査を行っている際に倒れ、シオンの治療を受ける。テュオハリムの計らいでカガリと結ばれ、結婚後は他のレナ人と離れ、カガリと仲睦まじくティスビムにて暮らしている。農作業を手伝うなど住民との付き合いも良く、現地のダナ人達から好感を得ている。
カガリ（Cagari）
ティスビムで暮らすダナ人女性。ノッティオと種族を超えた恋仲を結ぶ。その後、サスクリオ聖堂で婚礼の儀を挙げてノッティオと夫婦となる。合一後の世界では、二人が挙げた婚礼の儀の話がダナ人の間にも広まって密かな流行を呼んでいる。
フクロウキング＆フクロウクイーン
フクロウの杜に棲むフクロウのつがい。各地に棲息するダナフクロウを杜に導くよう、アルフェン達に依頼する。発見したフクロウが一定数に達する毎にアイテムを貰える。世界合一後は、希少アイテムの販売を行うようになる。
エドナ (Edna)
『TOZ』からのゲストキャラクター。可憐な見た目の少女だが、かなりの毒舌家。元居た世界に戻る為の道を探しており、その手段として「天響術」を駆使して戦いを挑んで来る。
アイゼン (Eizen)
『TOB』からのゲストキャラクター。エドナの兄。妹を深く想っているが、自身の「死神の呪い」に巻き込む事を懸念、傍に居られない事を悩ましく思っている。
クロノス (Chronos)
『TOX2』からのゲストキャラクター。「時空を司る大精霊」を名乗り、瞬間移動や時間操作など、人知を超えた能力を持つ。人間への嫌悪感は強いが、動物は好きな模様。
キリト (Kirito)
『SAO』シリーズからのゲストキャラクター。「黒の剣士」の異名を持つ少年。特定のDLCを入手する事で、アスナと共に修練場に登場。アインクラッド流剣術の使い手で、序盤は夜空の剣のみを用いるが、本気を出すと青薔薇の剣も抜いて二刀流になる。
アスナ (Asuna)
『SAO』シリーズからのゲストキャラクター。「閃光」の異名を持つ少女。特定のDLCを入手する事で、キリトと共に修練場に登場。レイピアによる高速攻撃や術を使用する。

## 関連作品

### 舞台
2022年3月26日・27日に『テイルズ オブ アライズ オンラインシアター リベレイターズ -希望を託されし解放者たち- New Attempt』のタイトルでオンライン配信舞台化がされた。全4公演。
キャスト
- アルフェン - 本田響矢
- シオン - 飯窪春菜
- リンウェル - 和内璃乃
- ロウ - 大平峻也
- キサラ - 横田ひかる
- テュオハリム - 岩永徹也
- ヴォルラーン - 堀海登
- ジルファ - 小笠原健
- ミキゥダ - 岸洋佑
- ネウィリ - 二宮芽生
- ケルザレク - 吉永秀平
- ガナル - 小見山直人
- ネアズ - 平野莉玖
- 隊員 - 渡邉駿輝

スタッフ
- 演出 - 粟島瑞丸
- 脚本 - 鴨義信（監修）
- アクション監督 - 安田桃太郎
- アクション部 - 伊藤教人 (BRATS) / 熊倉功 (BRATS) / 丸山貢治 (BRATS) / 五味涼子 (JAE)
- 主題歌 - 感覚ピエロ「モノクロセンチメンタルビリーバー」

## 他作品への出演
テイルズ オブ ザ レイズ
シリーズキャラクター共演作品。アルフェン、シオン、リンウェル、ロウ、キサラ、テュオハリム、ジルファ、ナザミル、フルル、ビエゾが登場。